# Cairostadion
Het Cairostadion is het tweede grootste stadion van Afrika en het Midden-Oosten, na het Borg El Arabstadion. Het stadion ligt in Caïro, Egypte. Het is een multifunctioneel stadion en het heeft 74.100 zitplaatsen. Op 23 juli 1960 werd het stadion geopend door de toenmalige president van Egypte Gamal Abdel Nasser.
De voetbalwedstrijden van Al-Ahly, Al-Zamalek en het Egyptisch voetbalelftal worden hier gespeeld.
Het Cairo Stadium is een symbool geworden voor het Egyptische voetbal, alle belangrijke wedstrijden van Egypte worden hier gespeeld.

## Afrikaans kampioenschap voetbal
Dit stadion werd gebruikt een aantal keer gebruikt voor de Afrika Cup. Op de Afrika Cup van 1974, 1986 en 2006 werden er wedstrijden gespeeld in dit stadion. Waaronder ook een aantal finales.
| 1  | 1 maart 1974     | Egypte – Oeganda           | 2 – 1 | Groepsfase   | Onbekend |  |  |
| 2  | 4 maart 1974     | Egypte – Zambia            | 3 – 1 | Groepsfase   | Onbekend |  |  |
| 3  | 6 maart 1974     | Egypte – Ivoorkust         | 2 – 0 | Groepsfase   | Onbekend |  |  |
| 4  | 9 maart 1974     | Egypte – Zaïre             | 2 – 3 | Halve finale | Onbekend |  |  |
| 5  | 11 maart 1974    | Congo-Brazzaville – Egypte | 0 – 4 | Troostfinale | Onbekend |  |  |
| 6  | 12 maart 1974    | Zaïre – Zambia             | 2 – 2 | Finale       | Onbekend |  |  |
| 7  | 14 maart 1974    | Zaïre – Zambia             | 2 – 0 | Finale       | Onbekend |  |  |
|    |                  |                            |       |              |          |  |  |
| 8  | 7 maart 1986     | Ivoorkust – Mozambique     | 3 – 0 | Groepsfase   | 45.000   |  |  |
| 9  | 10 maart 1986    | Senegal – Mozambique       | 2 – 0 | Groepsfase   | 50.000   |  |  |
| 10 | 10 maart 1986    | Egypte – Ivoorkust         | 2 – 0 | Groepsfase   | 50.000   |  |  |
| 11 | 13 maart 1986    | Ivoorkust – Senegal        | 1 – 0 | Groepsfase   | 50.000   |  |  |
| 12 | 13 maart 1986    | Egypte – Mozambique        | 2 – 0 | Groepsfase   | 55.000   |  |  |
| 13 | 17 maart 1986    | Egypte – Marokko           | 1 – 0 | Halve finale | 95.000   |  |  |
| 14 | 20 maart 1986    | Ivoorkust – Marokko        | 3 – 2 | Troostfinale | 5.000    |  |  |
| 15 | 21 maart 1986    | Egypte – Kameroen          | 0 – 0 | Finale       | 95.000   |  |  |
| 16 | 20 januari 2006  | Egypte – Libië             | 3 – 0 | groepsfase   | Onbekend |  |  |
| 17 | 21 januari 2006  | Marokko – Ivoorkust        | 0 – 1 | groepsfase   | Onbekend |  |  |
| 18 | 24 januari 2006  | Libië – Ivoorkust          | 1 – 2 | groepsfase   | Onbekend |  |  |
| 19 | 24 januari 2006  | Egypte – Marokko           | 0 – 0 | groepsfase   | Onbekend |  |  |
| 20 | 28 januari 2006  | Egypte – Ivoorkust         | 3 – 1 | groepsfase   | Onbekend |  |  |
| 21 | 29 januari 2006  | Angola – Togo              | 3 – 2 | groepsfase   | Onbekend |  |  |
| 22 | 3 februari 2006  | Egypte – Congo-Kinshasa    | 4 – 1 | Kwartfinale  | 74.000   |  |  |
| 23 | 7 februari 2006  | Egypte – Senegal           | 2 – 1 | Halve finale | 76.000   |  |  |
| 24 | 10 februari 2006 | Egypte – Ivoorkust         | 0 – 0 | Finale       | 80.000   |  |  |

## Afbeeldingen

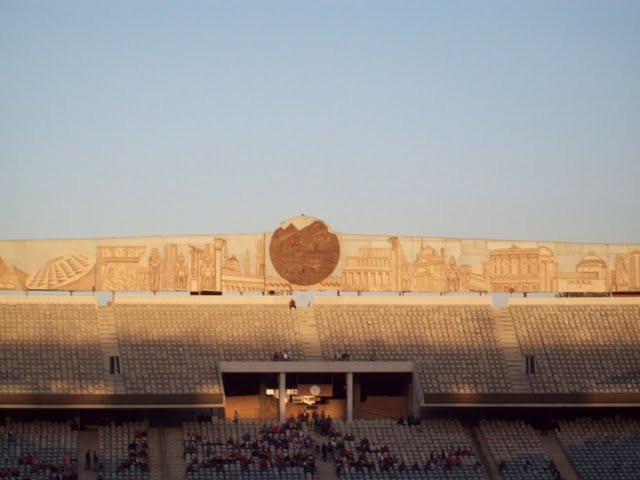
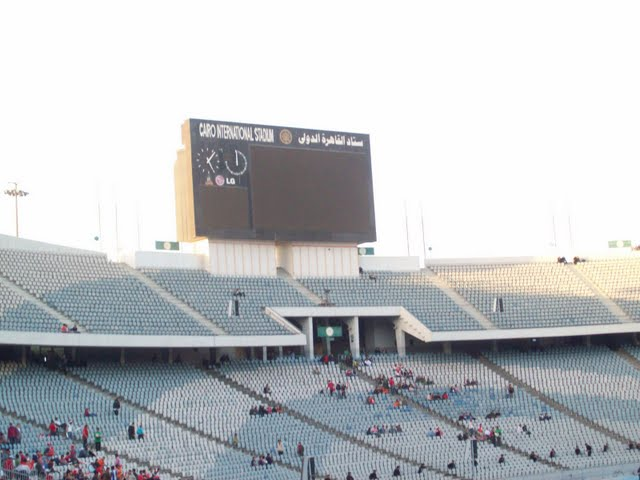
Scorebord in het Cairostadion
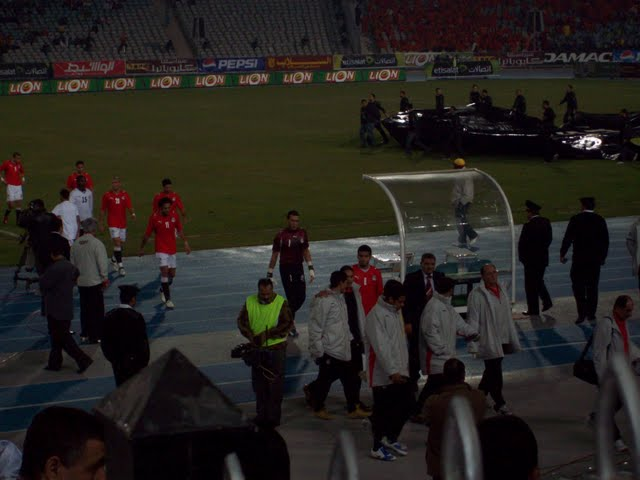
In de rust van Egypte - Ghana